# Zodarion thoni
Zodarion thoni là một loài nhện trong họ Zodariidae.
Loài này thuộc chi Zodarion. Zodarion thoni được Josef Nosek miêu tả năm 1905.